# Точка (сеть салонов связи)
Точка – сеть супермаркетов электроники и развлечений. Сеть отошла от формата «салон связи» для чего был разработан формат конвергентного магазина, то есть в магазине были собраны разнообразные продукты от электроники, до путешествий.

## Собственники и руководители
Сеть магазинов ТОЧКА находится под управлением ОАО "ТС-Ритейл", основным собственником которой является ОАО «МТС» - 25%. Оставшаяся часть (75%) разделена в равных долях (15%) между пятью компаниями: АФК «Система», ОАО «Комстар-ОТС», ОАО АКБ «МБРР», ОАО «СММ», ОАО ВАО «Интурист».